# Legio palatina
La legio palatina era una legione del tardo Impero romano. Si trattava di unità del comitatus, cioè dell'esercito mobile il cui compito era di intervenire lì dove c'era necessità. Appartenevano al gruppo di unità comitatensi palatini (o praesentialis, o di "corte"), appartenenti all'"esercito centrale" dell'Augustus, le quali, insieme alle auxilia palatina (fanteria leggera e pesante) e Vexillationes palatinae (la cavalleria dell'esercito mobile praesentalis) costituivano l'esercito dell'Augustus.

## Storia
La vastità dell'Impero romano costrinse Costantino I dopo il 324, al termine della guerra civile a dover creare un esercito mobile centrale alle dirette dipendenze dell'Imperatore (praesentalis), al di sopra di quelli posti sotto il comando dei propri figli (Crispo, Costante, Costanzo e Costantino). Per distinguere l'esercito comitatensis regionale da quello sotto il diretto controllo dell'imperatore, quest'ultimo prese il titolo di praesentalis.
Intanto la legione romana alto-imperiale, con l'evolversi del sistema post-costantiniano si trasformava da unità di 5.000 armati, a unità ridotte fino a 800/1.200 armati circa, pur continuando a costituire il nerbo dell'esercito romano, formate da fanteria pesante.

## Lista all'epoca dellaNotitia dignitatum
Qui di seguito sono elencate le 25 legiones palatinae della Notitia dignitatum, di cui 13 erano posizionate nella parte orientale e 12 nella parte occidentale.
| N.          | unità legionaria palatina | comando militare (epoca della Notitia dignitatum) | Menzionata nella Notitia dignitatum | annotazioni |
| ----------- | ------------------------- | ------------------------------------------------- | ----------------------------------- | --- |
| 1           | Lanciarii seniores        | Magister militum praesentalis I                   | SI                                  | nasce da divisione in seguito al patto di Naisso (365) tra Valentiniano I e Valente                                                                         |
| 2           | Ioviani iuniores          | Magister militum praesentalis I                   | SI                                  | creata inizialmente come vexillatio della Legio I Iovia (Ioviani), in seguito viene divisa con il patto di Naisso (365) tra Valentiniano I e Valente        |
| 3           | Herculiani iuniores       | Magister militum praesentalis I                   | SI                                  | creata inizialmente come vexillatio della Legio II Herculia (Herculiani), in seguito viene divisa con il patto di Naisso (365) tra Valentiniano I e Valente |
| 4           | Fortenses                 | Magister militum praesentalis I                   | SI                                  | |
| 5           | Nervii                    | Magister militum praesentalis I                   | SI                                  | |
| 6           | Matiarii iuniores,        | Magister militum praesentalis I                   | SI                                  | nasce da divisione in seguito al patto di Naisso (365) tra Valentiniano I e Valente                                                                         |
| 7           | Matiarii seniores         | Magister militum praesentalis II                  | SI                                  | nasce da divisione in seguito al patto di Naisso (365) tra Valentiniano I e Valente                                                                         |
| 8           | Daci                      | Magister militum praesentalis II                  | SI                                  | |
| 9           | Scythae                   | Magister militum praesentalis II                  | SI                                  | |
| 10          | Primani                   | Magister militum praesentalis II                  | SI                                  | |
| 11          | Undecimani                | Magister militum praesentalis II                  | SI                                  | |
| 12          | Lanciarii iuniores        | Magister militum praesentalis II                  | SI                                  | nasce da divisione in seguito al patto di Naisso (365) tra Valentiniano I e Valente                                                                         |
| 13          | Britones seniores.        | Magister militum per Illyricum                    | SI                                  | nasce da divisione in seguito al patto di Naisso (365) tra Valentiniano I e Valente                                                                         |
| T O T A L E | P A R T E                 | O R I E N T A L E                                 | 1 3                                 | |

| N.          | unità legionaria palatina       | comando militare (epoca della Notitia dignitatum) | Menzionata nella Notitia dignitatum | altra data in cui viene menzionata |
| ----------- | ------------------------------- | ------------------------------------------------- | ----------------------------------- | --- |
| 14          | Ioviani seniores                | Numerus intra Italiam                             | SI                                  | creata inizialmente come vexillatio della Legio I Iovia (Ioviani), in seguito viene divisa con il patto di Naisso (365) tra Valentiniano I e Valente        |
| 15          | Herculiani seniores             | Numerus intra Italiam                             | SI                                  | creata inizialmente come vexillatio della Legio II Herculia (Herculiani), in seguito viene divisa con il patto di Naisso (365) tra Valentiniano I e Valente |
| 16          | Divitenses seniores             | Numerus intra Italiam                             | SI                                  | nasce da divisione in seguito al patto di Naisso (365) tra Valentiniano I e Valente                                                                         |
| 17          | Tongrecani seniores             | Numerus intra Italiam                             | SI                                  | nasce da divisione in seguito al patto di Naisso (365) tra Valentiniano I e Valente                                                                         |
| 18          | Pannoniciani seniores           | Numerus intra Italiam                             | SI                                  | nasce da divisione in seguito al patto di Naisso (365) tra Valentiniano I e Valente                                                                         |
| 19          | Moesiaci seniores               | Numerus intra Italiam                             | SI                                  | nasce da divisione in seguito al patto di Naisso (365) tra Valentiniano I e Valente                                                                         |
| 20          | Octavani                        | Numerus intra Italiam                             | SI                                  | |
| 21          | Thebaei                         | Numerus intra Italiam                             | SI                                  | |
| 22          | Lanciarii Sabarienses           | Numerus intra Gallias                             | SI                                  | |
| 23          | Armigeri propugnatores seniores | Numerus intra Africam                             | SI                                  | nasce da divisione in seguito al patto di Naisso (365) tra Valentiniano I e Valente                                                                         |
| 24          | Cimbriani                       | Numerus intra Africam                             | SI                                  | |
| 25          | Armigeri propugnatores iuniores | Numerus intra Africam                             | SI                                  | nasce da divisione in seguito al patto di Naisso (365) tra Valentiniano I e Valente                                                                         |
| T O T A L E | P A R T E                       | O C C I D E N T A L E                             | 1 2                                 | |